# 弗拉迪米爾·普丁的寵物犬
弗拉迪米爾·普丁為目前俄羅斯總統，此列表介紹的是其於莫斯科所飼養的寵物犬。

## 先後飼養的犬隻

### 帕沙（自2019年迄今）
帕沙是2019年普丁出訪塞爾維亞期間，於1月17日獲該國總統亞歷山大·武契奇所贈的犬隻，帕沙的品種為薩普蘭尼那克犬。

### 弗尼（自2017年迄今）

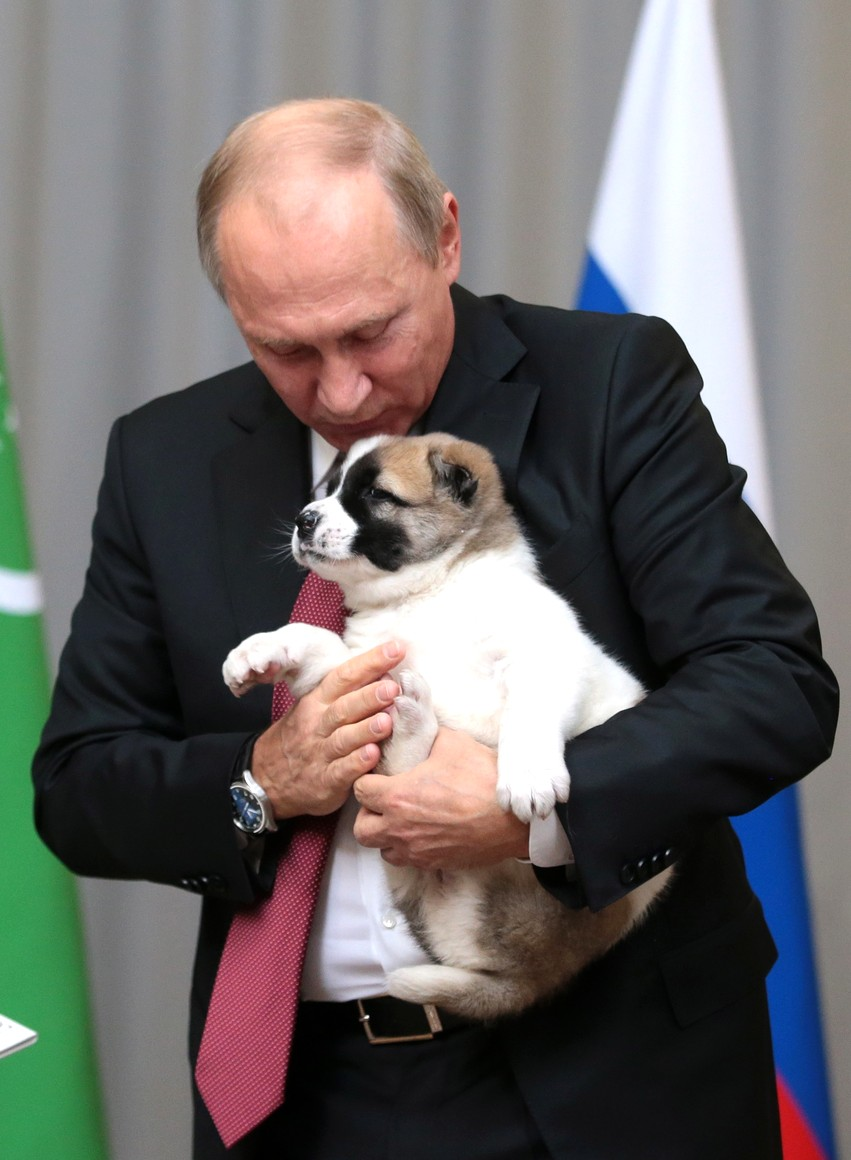
普丁與弗尼在2017年的合照。

弗尼為土庫曼斯坦總統古爾班古力·別迪穆罕默多夫在2017年10月11日與普丁在索契見面時，所贈給普丁的生日禮物。弗尼的品種為土庫曼斯坦人所培育的頂級中亞牧羊犬，弗尼在俄羅斯語有忠誠的涵義。

### 小夢（自2012年迄今）
小夢（日语：ゆめ），為日本秋田縣在2012年7月所贈普丁的雌性秋田犬，其後普丁回贈秋田縣知事佐竹敬久一隻西伯利亞貓。日本政府原預計在2016年再贈出一隻雄性秋田犬作為小夢的伴侶，但遭普丁拒絕。

### 巴菲（自2010年迄今）
巴菲為普丁訪問保加利亞時由保加利亞總理博伊科·鮑里索夫贈送的保加利亞牧羊犬。「巴菲」這個名字是由一位五歲男孩提供並在一次的全國性比賽之中被獲選的。

### 科尼（1999年-2014年）

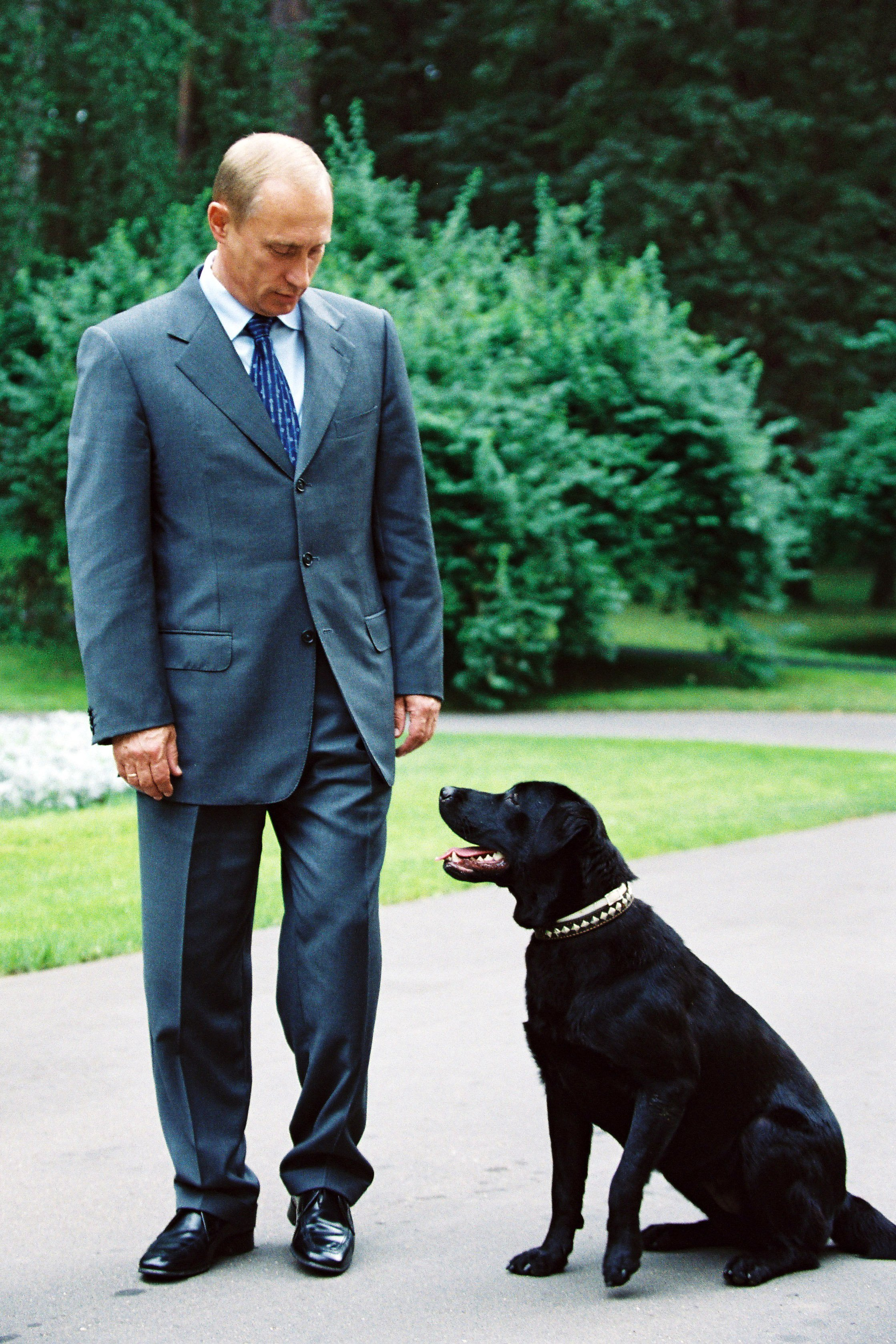
科尼與普丁在2001年的合照。

科尼（俄语：Ко́ни）是一隻雌性拉布拉多犬，1999年生于俄罗斯联邦紧急情况部诺金斯克搜救犬中心，並在2000年12月由紧急情况部部长谢尔盖·绍伊古将科尼当作礼物送给了普丁。
俄罗斯副总理谢尔盖·鲍里索维奇·伊万诺夫在2007年12月透露，普丁关心俄罗斯的卫星导航系统格洛纳斯系统，询问是否可以为科尼买一个导航设备，这样就不担心科尼跑丢了，隨後科尼在2008年10月17日獲装有格洛纳斯系统的项圈，科尼成为格洛纳斯系统定位项圈的第一个用户。